# Wambo
Wambo ist ein deutscher Fernsehfilm des Regisseurs Jo Baier aus dem Jahr 2001.

## Handlung
Der Film beschreibt die Lebensgeschichte des 1990 ermordeten Schauspielers Walter Sedlmayr, der zeitlebens versuchte, seine homosexuellen Neigungen vor der Öffentlichkeit zu verbergen. Im Film trägt die Hauptfigur den Namen Herbert Stieglmeier und wird von Jürgen Tarrach dargestellt.
Die Lebensgeschichte wird aus dem Blickwinkel seines beruflichen Umfelds erzählt und lässt – teilweise im dokumentarischen Stil – Schauspielerkollegen über ihn berichten. Seine sexuellen Vorlieben im BDSM-Bereich werden ebenfalls thematisiert.

## Preise
Ein Adolf-Grimme-Preis ging 2001 an Jo Baier für die Regie und Jürgen Tarrach als Hauptdarsteller.

## Hintergrund
Der aus dem Rheinland stammende Hauptdarsteller Jürgen Tarrach musste für die Rolle lernen, „akzentfreien“ bairischen Dialekt zu sprechen.
Der für den Film namensgebende Begriff Wambo bezeichnet im bayerischen Dialekt einen dicken Menschen.